# مقاتلة ضاربة

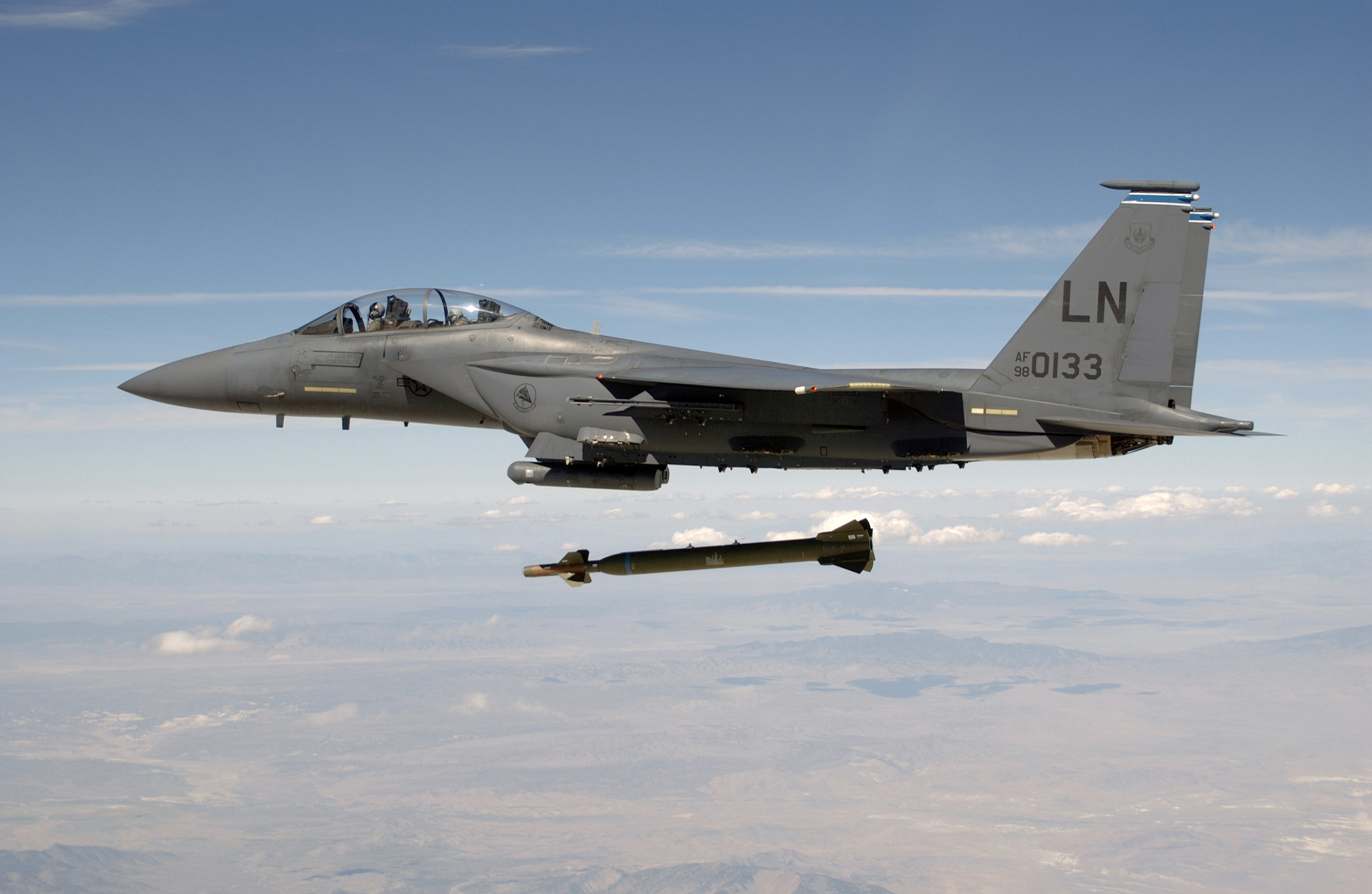
إف-15 إي سترايك إيغل تسقط قنبلة موجهة بدقة من نوع جي بي يو-28.

مقاتلة ضاربة أو مقاتلة هجوم (بالإنجليزية: strike fighter)‏ مصطلح يستخدم في اللغة العسكرية الحالية يشير إلى طائرة مقاتلة متعددة المهام مصممة بشكل أساسي للقيام بشن ضربات جوية من الجو إلى السطح مع القدرة على القيام بأداء أدوار معينة تقوم بها عادة الطائرات المقاتلة.

## التاريخ

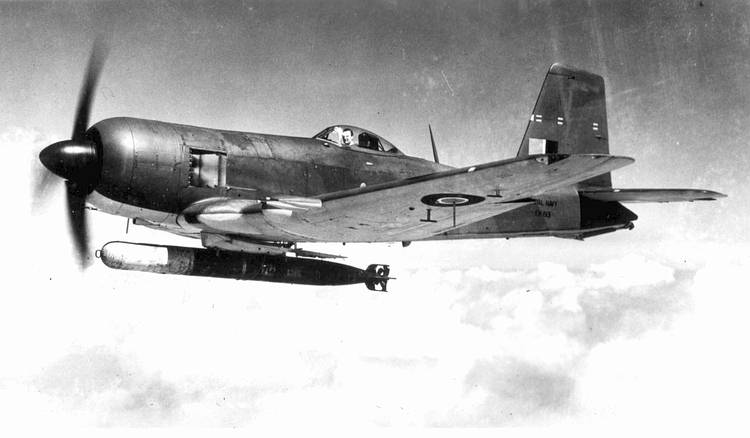
Firebrand TF Mk. IV

## مقاتلات ضاربة حديثة
- يوروفايتر تايفون
- ماكدونيل دوغلاس إف-15 إي سترايك إيغل
- بوينغ إف 15 سي إي النسر الصامت
- إف/إيه-18إي/إف سوبر هورنت
- لوكهيد مارتن إف-35 لايتنيغ الثانية
- شنيانغ جيه-15
- شنيانغ جيه-16
- سوخوي سو-30 ام كي كي
- سوخوي سو-34